# Els Quatre Gats
Els Quatre Gats ("los cuatro gatos") fue un establecimiento hostelero (cervecería, cabaret, restaurante) inaugurado en Barcelona el 12 de junio de 1897. Durante los seis años en que se mantuvo activo, hasta 1903, se convirtió en uno de los lugares de referencia del modernismo catalán. Fue reinaugurado con el mismo nombre en la década de 1970.

## Historia
Se hallaba ubicado en la calle Montsió (o Montesión) en los bajos de la casa Martí, un edificio neogótico del arquitecto Josep Puig i Cadafalch (1896). Los impulsores principales del local fueron los pintores Santiago Rusiñol, Ramon Casas, Pompeyo Gener, Joaquín Mir Trinxet y Miquel Utrillo. El hostelero era Pere Romeu i Borràs, personaje de una fisonomía muy característica que constituía la imagen viva del local y promotor del deporte en Barcelona.
Els Quatre Gats se inscribía en una larga tradición de tertulias, cenas y reuniones de arte propias de la ciudad de Barcelona, aunque su inspiración directa fue el cabaret Le Chat Noir ("el gato negro") de París, cuyo nombre parafrasea, poniéndolo en relación con la frase hecha que identifica "cuatro gatos" con una concurrencia escasa.
Se realizaron exposiciones de arte (la primera muestra individual que Pablo Picasso realizó en su vida tuvo lugar allí en febrero de 1900), veladas literarias y musicales, espectáculos de títeres y sombras chinescas.
Durante 1899 fueron publicados 15 números de la revista Quatre Gats.
Además del joven Picasso, otros de sus más famosos concurrentes fueron el arquitecto Antoni Gaudí, el pintor uruguayo-catalán Joaquín Torres García, el escultor Julio González, el historietista Ricard Opisso y el músico Isaac Albéniz. El director Woody Allen rodó algunas escenas de su película Vicky Cristina Barcelona en Els Quatre Gats.
A raíz de las deudas que le generó la cervecería, Pere Romeu cerró las puertas de su local en 1903. Reabrió como bar restaurante en la década de 1970, primero en manos de los empresarios Pere Moto, Ricard Alsina y Ana Verdaguer, y desde 1989 a cargo de Josep María Ferré.